# Международная комиссия по радиационной защите
Международная комиссия по радиационной защите (МКРЗ / ICRP) — независимая, международная, неправительственная организация.
Основана в 1928 году на втором Международном Конгрессе по радиологии в Стокгольме.
Состоит из Главной Комиссии и четырёх Комитетов: по Радиационной защите, по Дозам радиационного воздействия, по Защите в медицине, по Применению рекомендаций МКРЗ. Ранее существовал комитет по Защите окружающей среды.
МКРЗ предлагает свои рекомендации организациям по нормированию и научному сопровождению в качестве помощи в руководстве и реализации мер радиационной защиты.

...документы [ "Нормы радиационной безопасности" (НРБ) и "Основные санитарные правила обеспечения радиационной безопасности" (ОСПОРБ)] чаще всего созданы на основе документов, которые делает Международное агентство по атомной энергии (МАГАТЭ). А для своих документов МАГАТЭ берет те стандарты, те идеи, которые разработала МКРЗ. Это та самая, первая, инстанция, которая занимается стандартами радиационной безопасности.— С. А. Романов, директор Южно-уральского института биофизики